# Японське агентство міжнародного співробітництва

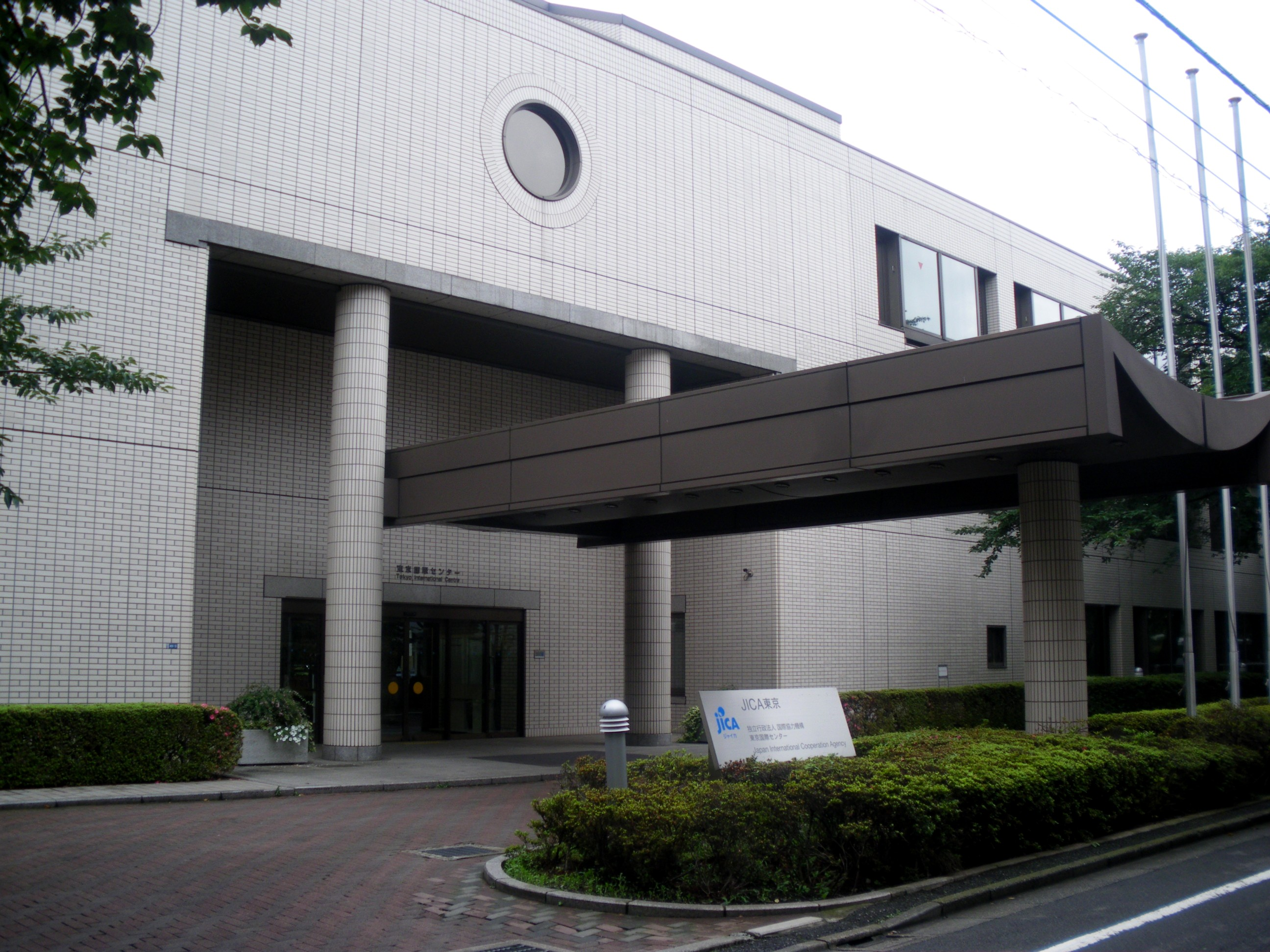
JICA Center Токіо, район Сібуя.

Японське агентство міжнародного співробітництва (яп. 独立行政法人国際協力機構, латиніз.: dokuritsu gyōseihōjin kokusai kyōryoku kikō), також відоме як JICA, є урядовим агентством, яке забезпечує основну частину офіційної допомоги розвитку від уряду Японії. Завданням агентства є сприяння економічному та соціальному розвитку в країнах, що розвиваються, а також розвиток міжнародного співробітництва.
Згідно з даними ОЕСР, загальний обсяг офіційної допомоги розвитку Японії у 2022 році зріс до 17,5 мільярда доларів США (методологія еквівалента гранту, попередні дані) через збільшення двосторонніх кредитів, зокрема для підтримки України. Допомога розвитку становила 0,39% валового національного доходу (ВНД) країни. У жовтні 2020 року Комітет з питань допомоги розвитку ОЕСР опублікував огляд партнерської співпраці Японії у сфері розвитку.
З 2015 до 2022 року JICA очолював Кітаока Шінічі, колишній президент Міжнародного університету Японії. 1 квітня 2022 року посаду президента обійняв професор Танака Акіхіко.

## Хронологія історії агенства
- Квітень 1954 року – Японія приєдналася до Плану Коломбо[en] та розпочала програми технічного співробітництва.
- Червень 1962 року – Засновано Агентство закордонного технологічного співробітництва (Overseas Technology Cooperation Agency, OTCA).
- Липень 1963 року – Засновано Японську службу еміграції (Japan Emigration Service, JEMIS).
- Квітень 1965 року – Запущено програму Японських волонтерів з міжнародного співробітництва (Japan Overseas Cooperation Volunteers, JOCV).
- Серпень 1974 року – OTCA та JEMIS об'єдналися, утворивши Японське агентство міжнародного співробітництва (Japan International Cooperation Agency, JICA).
- Вересень 1987 року – Сформовано команду з надання допомоги у разі стихійних лих (Disaster Relief Team).
- 1989 рік – Загальний обсяг офіційної допомоги розвитку Японії перевищив обсяги США, зробивши її найбільшою у світі.
- Квітень 1990 року – Розпочато програму відправлення старших спеціалістів зі співробітництва (Senior Overseas Volunteer).
- Жовтень 2003 року – JICA офіційно засновано як Незалежна адміністративна установа[en].

## Президенти
Чинні та колишні президенти JICA:
- З 1 квітня 2022 року: Танака Акіхіко[en]
- 1 жовтня 2015 – 31 березня 2022 року: Кітаока Шінічі[en]
- 30 березня 2012 – 1 жовтня 2015 року: Танака Акіхіко
- 1 жовтня 2003 – 30 березня 2012 року: Оґата Садако

## Діяльність в Україні
У листопаді 2017 року в Києві відкрився регіональний офіс JICA. Наприкінці січня 2022 року, перед повномасштабним вторгненням Російської Федерації в Україну, офіс було тимчасово закрито, а співробітників евакуйовано. Однак у листопаді 2023 року офіс відновив роботу.
Від 2015 року JICA фінансує проект реконстракції Бортницької станції аерації. 15 червня 2015 року Уряд України і Японське агентство міжнародного співробітництва (JICA) підписали Кредитну угоду щодо проекту реконструкції Бортницької станції аерації. Японська сторона (JICA) мала надати кредит на суму 108 млрд. єн строком на 40 років під 0,1 % річних з пільговим періодом 10 років.. Станом на березень 2024 року основні роботи на станції не розпочалися.
JICA фінансує Програму з екстреного відновлення України. Зокрема в 2023-2024 роках між JICA та Урядом України було укладено три грантові угоди для реалізації Програми (Фаза 1, Фаза 2 і Фаза 3). Станом на липень 2023 року реалізовувалося дві фази Програми, вартість якої оцінювалася 575 млн дол. США.
Угода про реалізацію Фази 3 (на суму 15,8 млрд єн або понад 100 млн дол. США) набрала чинності в лютому 2024 року. Кошти має бути спрямовано в енергетичний сектор, розвиток транспортного сполучення, обладнання для гуманітарного розмінування.